# Герб Тисменицького району
Герб Ти́сменицького райо́ну — офіційний символ Тисменицького району, затверджений 22 червня 2001 р. рішенням сесії районної ради.

## Опис
На срібному іспанському щиті Т-подібний хрест, підвищено Т-подібно перерятий золотим і лазуровим, обтяжений в базі золотим колосом і супроводжуваний праворуч чорною шкірою, ліворуч — чорною коронованою золотою короною галкою з розпростертими крилами, з срібними очима і золотими лапами.

## Символіка
Поле герба розділено на дві частини муром, що свідчить про оборонний характер та вказує на відсутність войовничості. Зубці цього муру символізують духовну єдність громади. Жовтий та синій кольори взяті з українського прапора, що аналогічно означає мирне небо над пшеничним ланом.
Галка, що знаходиться на лівій частині срібного поля свідчить про приналежність району до галицьких земель. Виправлена шкіра на правій частині поля символізує ремесло, яким здавна славилися землі сучасного району — вичинка й пошиття виробів із хутра. Колосок, що розміщений посередині, відображає аграрний характер району.